# Dasiops criddlei
Dasiops criddlei är en tvåvingeart som beskrevs av Mcalpine 1964. Dasiops criddlei ingår i släktet Dasiops och familjen stjärtflugor. Inga underarter finns listade i Catalogue of Life.